# Napareuli
Napareuli – wieś w Gruzji, w regionie Kachetia, w gminie Telawi. W 2014 roku liczyła 2003 mieszkańców.